# Statistiche e record di Justine Henin
| Finali in carriera                               | Finali in carriera         | Finali in carriera | Finali in carriera | Finali in carriera | Finali in carriera |
| Specialità                                       | Categoria                  | Vittorie           | Sconfitte          | Totale             | Percentuale        |
| ------------------------------------------------ | -------------------------- | ------------------ | ------------------ | ------------------ | ------------------ |
| Singolare                                        | Grande Slam                | 7                  | 5                  | 12                 | 58%                |
| Singolare                                        | Olimpiadi estive           | 1                  | –                  | 1                  | 100%               |
| Singolare                                        | Torneo di fine anno        | 2                  | –                  | 2                  | 100%               |
| Singolare                                        | WTA Premier Mandatory & 51 | 10                 | 4                  | 14                 | 71%                |
| Singolare                                        | WTA Tour                   | 23                 | 9                  | 32                 | 72%                |
| Singolare                                        | Totale                     | 43                 | 18                 | 61                 | 70%                |
| Doppio                                           | Grande Slam                | –                  | –                  | –                  | –                  |
| Doppio                                           | Olimpiadi estive           | –                  | –                  | –                  | –                  |
| Doppio                                           | Torneo di fine anno        | –                  | –                  | –                  | –                  |
| Doppio                                           | WTA Premier Mandatory & 51 | 1                  | –                  | 1                  | 100%               |
| Doppio                                           | WTA Tour                   | 1                  | 1                  | 2                  | 50%                |
| Doppio                                           | Totale                     | 45                 | 19                 | 64                 | 70%                |
| 1 Conosciuti in precedenza come tornei "Tier I". |                            |                    |                    |                    |                    |

In questa pagina sono riportate le statistiche e i record realizzati da Justine Henin durante la sua carriera tennistica.

## Statistiche

### Singolare

#### Vittorie (43)
| Prima del 2009        | Dal 2009              |
| --------------------- | --------------------- |
| Grande Slam (7)       |                       |
| Giochi olimpici (1)   |                       |
| WTA Championships (2) |                       |
| Tier I (10)           | Premier Mandatory (0) |
| Tier II (17)          | Premier 5 (0)         |
| Tier III (3)          | Premier (1)           |
| Tier IV (1)           | International (1)     |

| Titoli per superficie | Titoli per superficie |
| --------------------- | --------------------- |
| Cemento               | 25                    |
| Terra rossa           | 13                    |
| Erba                  | 4                     |
| Sintetico             | 1                     |

##### Grande Slam (7)
| Anno | Torneo              | Superficie  | Avversario in finale | Punteggio     |
| 2003 | Open di Francia     | Terra rossa | Kim Clijsters        | 6–0, 6–4      |
| 2003 | US Open             | Cemento     | Kim Clijsters        | 7–5, 6–1      |
| 2004 | Australian Open     | Cemento     | Kim Clijsters        | 6–3, 4–6, 6–3 |
| 2005 | Open di Francia (2) | Terra rossa | Mary Pierce          | 6–1, 6–1      |
| 2006 | Open di Francia (3) | Terra rossa | Svetlana Kuznecova   | 6–4, 6–4      |
| 2007 | Open di Francia (4) | Terra rossa | Ana Ivanović         | 6–1, 6–2      |
| 2007 | US Open (2)         | Cemento     | Svetlana Kuznetsova  | 6–1, 6–3      |

##### Tutti i titoli
| No. | Data             | Torneo                                   | Superficie      | Avversaria in finale | Punteggio           |
| 1.  | 16 maggio 1999   | Flanders Open, Anversa                   | Terra rossa     | Sarah Pitkowski      | 6-1, 6-0            |
| 2.  | 7 gennaio 2001   | Australian Women's Hardcourt Gold Coast  | Cemento         | Silvia Farina Elia   | 7-6, 6-4            |
| 3.  | 14 gennaio 2001  | Canberra International, Canberra         | Cemento         | Sandrine Testud      | 6-2, 6-2            |
| 4.  | 23 giugno 2001   | Ordina Open, 's-Hertogenbosch            | Erba            | Kim Clijsters        | 6-4, 3-6, 6-3       |
| 5.  | 12 maggio 2002   | Qatar Telecom German Open, Berlino       | Terra rossa     | Serena Williams      | 6-2, 1-6, 7-6       |
| 6.  | 27 ottobre 2002  | Generali Ladies Linz, Linz               | Sintetico (i)   | Alexandra Stevenson  | 6-3, 6-0            |
| 7.  | 22 febbraio 2003 | Dubai Tennis Championships, Dubai        | Cemento         | Monica Seles         | 4-6, 7-6, 7-5       |
| 8.  | 13 aprile 2003   | Family Circle Cup, Charleston            | Terra verde     | Serena Williams      | 6-3, 6-4            |
| 9.  | 11 maggio 2003   | Qatar Telecom German Open, Berlino       | Terra rossa     | Kim Clijsters        | 6-4, 4-6, 7-5       |
| 10. | 8 giugno 2003    | Open di Francia, Parigi                  | Terra rossa     | Kim Clijsters        | 6-0, 6-4            |
| 11. | 28 luglio 2003   | San Diego Open, San Diego                | Cemento         | Kim Clijsters        | 3–6, 6–2, 6–3       |
| 12. | 11 agosto 2003   | Canada Masters, Toronto (1)              | Cemento         | Lina Krasnoruckaja   | 6–1, 6–0            |
| 13. | 25 agosto 2003   | US Open, New York (1)                    | Cemento         | Kim Clijsters        | 7–5, 6–1            |
| 14. | 13 ottobre 2003  | Zürich Open, Zurigo (1)                  | Cemento (i)     | Jelena Dokić         | 6–0, 6–4            |
| 15. | 12 gennaio 2004  | Medibank International, Sydney (1)       | Cemento         | Amélie Mauresmo      | 6–4, 6–4            |
| 16. | 19 gennaio 2004  | Australian Open, Melbourne               | Cemento         | Kim Clijsters        | 6–3, 4–6, 6–3       |
| 17. | 23 febbraio 2004 | Dubai Tennis Championships, Dubai (2)    | Cemento         | Svetlana Kuznecova   | 6–3, 7–6(3)         |
| 18. | 8 marzo 2004     | BNP Paribas Open, Indian Wells           | Cemento         | Lindsay Davenport    | 6–1, 6–4            |
| 19. | 16 agosto 2004   | Giochi olimpici, Atene                   | Cemento         | Amélie Mauresmo      | 6–3, 6–3            |
| 20. | 17 aprile 2005   | Family Circle Cup, Charleston (2)        | Terra verde     | Elena Dement'eva     | 7–5, 6–4            |
| 21. | 1º maggio 2005   | Warsaw Open, Varsavia (1)                | Terra rossa     | Svetlana Kuznecova   | 3–6, 6–2, 7–5       |
| 22. | 8 maggio 2005    | Qatar Telecom German Open, Berlino (3)   | Terra rossa     | Nadia Petrova        | 6–3, 4–6, 6–3       |
| 23. | 4 giugno 2005    | Open di Francia, Parigi (2)              | Terra rossa     | Mary Pierce          | 6–1, 6–1            |
| 24. | 13 gennaio 2006  | Medibank International, Sydney (2)       | Cemento         | Francesca Schiavone  | 4–6, 7–5, 7–5       |
| 25. | 25 febbraio 2006 | Dubai Tennis Championships, Dubai (3)    | Cemento         | Marija Šarapova      | 7–5, 6–2            |
| 26. | 10 giugno 2006   | Open di Francia, Parigi (3)              | Terra rossa     | Svetlana Kuznecova   | 6–4, 6–4            |
| 27. | 24 giugno 2006   | AEGON International, Eastbourne (1)      | Erba            | Anastasija Myskina   | 4–6, 6–1, 7–6(5)    |
| 28. | 26 agosto 2006   | Pilot Pen Tennis, New Haven              | Cemento         | Lindsay Davenport    | 6–0, 1–0 rit.       |
| 29. | 9 luglio 2006    | WTA Tour Championships, Madrid (1)       | Cemento (i)     | Amélie Mauresmo      | 6–4, 6–3            |
| 30. | 24 febbraio 2007 | Dubai Tennis Championships, Dubai (4)    | Cemento         | Amélie Mauresmo      | 6–4, 7–5            |
| 31. | 3 marzo 2007     | Qatar Ladies Open, Doha                  | Cemento         | Svetlana Kuznecova   | 6–4, 6–2            |
| 32. | 7 maggio 2007    | Warsaw Open, Varsavia (2)                | Terra rossa     | Al'ona Bondarenko    | 6–1, 6–3            |
| 33. | 9 giugno 2007    | Open di Francia, Parigi (4)              | Terra rossa     | Ana Ivanović         | 6–1, 6–2            |
| 34. | 23 giugno 2007   | AEGON International, Eastbourne (2)      | Erba            | Amélie Mauresmo      | 7–5, 6–7(4), 7–6(2) |
| 35. | 19 agosto 2007   | Canada Masters, Toronto (2)              | Cemento         | Jelena Janković      | 7–6(3), 7–5         |
| 36. | 8 settembre 2007 | US Open, New York (2)                    | Cemento         | Svetlana Kuznecova   | 6–1, 6–3            |
| 37. | 7 ottobre 2007   | Porsche Tennis Grand Prix, Stoccarda (1) | Cemento (i)     | Tatiana Golovin      | 2–6, 6–2, 6–1       |
| 38. | 21 ottobre 2007  | Zürich Open, Zurigo (2)                  | Cemento (i)     | Tatiana Golovin      | 6–4, 6–4            |
| 39. | 11 novembre 2007 | WTA Tour Championships, Madrid (2)       | Cemento (i)     | Marija Šarapova      | 5–7, 7–5, 6–3       |
| 40. | 11 gennaio 2008  | Medibank International, Sydney (3)       | Cemento         | Svetlana Kuznecova   | 4–6, 6–2, 6–4       |
| 41. | 17 febbraio 2008 | Belgian Open, Antwerp (2)                | Cemento (i)     | Karin Knapp          | 6–3, 6–3            |
| 42. | 2 maggio 2010    | Porsche Tennis Grand Prix, Stoccarda (2) | Terra rossa (i) | Samantha Stosur      | 6–4, 2–6, 6–1       |
| 43. | 19 giugno 2010   | Ordina Open, 's-Hertogenbosch (2)        | Erba            | Andrea Petković      | 3–6, 6–3, 6–4       |

#### Sconfitte

##### Grande Slam (5)
| Anno | Torneo              | Superficie | Avversario in finale | Punteggio        |
| 2001 | Wimbledon           | Erba       | Venus Williams       | 1–6, 6–3, 0–6    |
| 2006 | Australian Open     | Cemento    | Amélie Mauresmo      | 1–6, 0–2, ritiro |
| 2006 | Wimbledon (2)       | Erba       | Amélie Mauresmo      | 6–2, 3–6, 4–6    |
| 2006 | US Open             | Cemento    | Marija Šarapova      | 4–6, 4–6         |
| 2010 | Australian Open (2) | Cemento    | Serena Williams      | 4–6, 6–3, 2–6    |

##### Tutte le finali perse (18)
| Legenda: Prima del 2009 | Legenda: Dal 2009     |
| ----------------------- | --------------------- |
| Grande Slam (5)         |                       |
| WTA Championships (0)   |                       |
| Tier I (3)              | Premier Mandatory (0) |
| Tier II (5)             | Premier 5 (0)         |
| Tier III (2)            | Premier (0)           |
| Tier IV & V (0)         | International (1)     |

| No. | Data              | Torneo                                           | Superficie       | Avversaria in finale | Punteggio          |
| 1.  | 8 luglio 2001     | Torneo di Wimbledon, Londra                      | Erba             | Venus Williams       | 6–1, 3–6, 6–0      |
| 2.  | 16 settembre 2001 | Waikoloa Championships, Waikoloa Village         | Cemento          | Sandrine Testud      | 6–3, 2-0 ritiro    |
| 3.  | 14 ottobre 2001   | Porsche Tennis Grand Prix, Filderstadt           | Cemento indoor   | Lindsay Davenport    | 7–5, 6–4           |
| 4.  | 5 gennaio 2002    | Thalgo Australian Women's Hardcourts, Gold Coast | Cemento          | Venus Williams       | 7–5, 6–2           |
| 5.  | 17 febbraio 2002  | Proximus Diamond Games, Anversa                  | Sintetico indoor | Venus Williams       | 6–3, 5–7, 6–3      |
| 6.  | 14 aprile 2002    | Bausch & Lomb Championships, Amelia Island       | Terra verde      | Venus Williams       | 2–6, 7–5, 7–6(5)   |
| 7.  | 19 maggio 2002    | Internazionali BNL d'Italia, Roma                | Terra rossa      | Serena Williams      | 7–6(6), 6–4        |
| 8.  | 21 giugno 2003    | Ordina Open, 's-Hertogenbosch                    | Erba             | Kim Clijsters        | 6–7(4), 3–0 ritiro |
| 9.  | 28 settembre 2003 | Sparkassen Cup, Lipsia                           | Sintetico indoor | Anastasija Myskina   | 3–6, 6–3, 6–3      |
| 10. | 12 ottobre 2003   | Porsche Tennis Grand Prix, Filderstadt (2)       | Cemento indoor   | Kim Clijsters        | 5–7, 6–4, 6–2      |
| 11. | 21 agosto 2005    | Canada Masters, Toronto                          | Cemento          | Kim Clijsters        | 7–5, 6–1           |
| 12. | 29 gennaio 2006   | Australian Open, Melbourne                       | Cemento          | Amélie Mauresmo      | 6-1, 2-0           |
| 13. | 14 maggio 2006    | Qatar Telecom German Open, Berlino               | Terra rossa      | Nadia Petrova        | 4-6, 6-4, 7-5      |
| 14. | 9 luglio 2006     | Torneo di Wimbledon, Londra (2)                  | Erba             | Amélie Mauresmo      | 2-6, 6-3, 6-4      |
| 15. | 10 settembre 2006 | US Open, New York                                | Cemento          | Marija Šarapova      | 6-4, 6-4           |
| 16. | 1º aprile 2007    | Sony Ericsson Open, Miami                        | Cemento          | Serena Williams      | 0–6, 7–5, 6–3      |
| 17. | 9 gennaio 2010    | Brisbane International, Brisbane                 | Cemento          | Kim Clijsters        | 6–3, 4–6, 7–6(6)   |
| 18. | 30 gennaio 2010   | Australian Open, Melbourne (2)                   | Cemento          | Serena Williams      | 6–4, 3–6, 6–2      |

### Doppio

#### Vittorie (2)
| Legenda: Prima del 2009 | Legenda: Dal 2009     |
| ----------------------- | --------------------- |
| Grande Slam (0)         |                       |
| WTA Championships (0)   |                       |
| Tier I (1)              | Premier Mandatory (0) |
| Tier II (0)             | Premier 5 (0)         |
| Tier III (1)            | Premier (0)           |
| Tier IV & V (0)         | International (0)     |

##### Grande Slam (0)
Nessuna vittoria

##### Tutti i titoli
| Numero | Data             | Torneo                                           | Superficie     | Compagna         | Avversaria in finale                 | Punteggio   |
| 1.     | 31 dicembre 2000 | Thalgo Australian Women's Hardcourts, Gold Coast | Cemento        | Janette Husárová | Katie Schlukebir Meghann Shaughnessy | 7–6(9), 7–5 |
| 2.     | 14 ottobre 2002  | Open di Zurigo, Zurigo                           | Cemento indoor | Elena Bovina     | Jelena Dokić Nadia Petrova           | 6–2, 7–6(2) |

#### Sconfitte (1)
| Legenda: Prima del 2009 | Legenda: Dal 2009     |
| ----------------------- | --------------------- |
| Grande Slam (0)         |                       |
| WTA Championships (0)   |                       |
| Tier I (0)              | Premier Mandatory (0) |
| Tier II (1)             | Premier 5 (0)         |
| Tier III (0)            | Premier (0)           |
| Tier IV & V (0)         | International (0)     |

##### Grande Slam (0)
Nessuna sconfitta in finale

##### Tutte le finali perse
| Numero | Data           | Torneo                                 | Superficie     | Compagna            | Avversaria in finale           | Punteggio        |
| 1.     | 8 ottobre 2001 | Porsche Tennis Grand Prix, Filderstadt | Cemento indoor | Meghann Shaughnessy | Lindsay Davenport Lisa Raymond | 6–4, 6–7(4), 7–5 |

### Doppio misto

#### Vittorie

##### Grande Slam (0)
Nessun titolo di doppio misto vinto

#### Sconfitte

##### Grande Slam (0)
Nessuna finale di doppio misto giocata

## Tornei a squadre

### Fed Cup
| Risultato  | No. | Data                 | Torneo                     | Superficie  | Compagne                                         | Avversarie                                                        | Punteggio |
| ---------- | --- | -------------------- | -------------------------- | ----------- | ------------------------------------------------ | ----------------------------------------------------------------- | --------- |
| Vincitrice | 1.  | 11 novembre 2001     | Fed Cup, Madrid, Spagna    | Terra rossa | Kim Clijsters Els Callens Laurence Courtois      | Nadia Petrova Elena Dement'eva Elena Lichovceva Elena Bovina      | 2–1       |
| Finale     | 2.  | 16–17 settembre 2006 | Fed Cup, Charleroi, Belgio | Cemento (i) | Kirsten Flipkens Caroline Maes Leslie Butkiewicz | Francesca Schiavone Flavia Pennetta Mara Santangelo Roberta Vinci | 2–3       |

### Hopman Cup
| Risultato | No. | Data           | Torneo                       | Superficie | Compagno        | Avversari                        | Punteggio |
| --------- | --- | -------------- | ---------------------------- | ---------- | --------------- | -------------------------------- | --------- |
| Finale    | 3.  | 8 gennaio 2011 | Hopman Cup, Perth, Australia | Cemento    | Ruben Bemelmans | Bethanie Mattek-Sands John Isner | 1–2       |

## Tornei ITF

### Singolare

#### Vittorie
| No. | Data             | Torneo                  | Superficie  | Finalista         | Punteggio       |
| 1.  | 18 maggio 1997   | Le Touquet, Francia     | Terra rossa | Camilla Kremer    | 6–2, 6–3        |
| 2.  | 17 agosto 1997   | Koksijde, Belgio        | Terra rossa | Noelia Serra      | 6–3, 7–6(4)     |
| 3.  | 26 aprile 1998   | Gelos, Francia          | Terra rossa | Aurélie Védy      | 6–0, 6–0        |
| 4.  | 17 maggio 1998   | Grenelefe, Florida, USA | Cemento     | Jane Chi          | 6–2, 6–3        |
| 5.  | 15 novembre 1998 | Ramat Hasharon, Israele | Cemento     | Patricia Wartusch | 6–2, 6–4        |
| 6.  | 21 marzo 1999    | Reims, Francia          | Terra rossa | Kim Clijsters     | 6–4, 6–4        |
| 7.  | 30 luglio 2000   | Liegi, Belgio           | Terra rossa | Barbara Rittner   | 6–0, 3–1 ritiro |

## Risultati in progressione
| Sigla | Risultato               |
| ----- | ----------------------- |
| V     | Vincitore               |
| F     | Finalista               |
| SF    | Semifinalista           |
| O     | Oro olimpico            |
| A     | Argento olimpico        |
| SF    | Bronzo olimpico         |
| QF    | Quarti di Finale        |
| 4T    | Quarto turno            |
| 3T    | Terzo turno             |
| 2T    | Secondo turno           |
| 1T    | Primo turno             |
| RR    | Round Robin             |
| LQ    | Turno di qualificazione |
| A     | Assente                 |
| ND    | Non disputato           |

| Legenda superfici    |
| -------------------- |
| Cemento              |
| Terra battuta        |
| Erba                 |
| Superficie variabile |

### Singolare
| Tornei del grande slam                                               |               |               |               |               |               |               |               |               |               |               |               |               |               |               |               |               |         |         |
| Australian Open                                                      | A             | A             | A             | A             | 2T            | 4T            | QF            | SF            | V             | A             | F             | A             | QF            | A             | F             | 3T            | 1 / 9   | 38–8    |
| Open di Francia                                                      | A             | A             | A             | 2T            | A             | SF            | 1T            | V             | 2T            | V             | V             | V             | A             | A             | 4T            | A             | 4 / 9   | 38–5    |
| Wimbledon                                                            | A             | A             | A             | A             | 1T            | F             | SF            | SF            | A             | 1T            | F             | SF            | A             | A             | 4T            | A             | 0 / 8   | 30–8    |
| US Open                                                              | A             | A             | A             | 1T            | 4T            | 4T            | 4T            | V             | 4T            | 4T            | F             | V             | A             | A             | A             | A             | 2 / 9   | 35–7    |
| Titoli                                                               | 0 / 0         | 0 / 0         | 0 / 0         | 0 / 2         | 0 / 3         | 0 / 4         | 0 / 4         | 2 / 4         | 1 / 3         | 1 / 3         | 1 / 4         | 2 / 3         | 0 / 1         | 0 / 0         | 0 / 3         | 0 / 1         | 7 / 35  | N/A     |
| V-P                                                                  | 0–0           | 0–0           | 0–0           | 1–2           | 4–3           | 17–4          | 12–4          | 24–2          | 11–2          | 10–2          | 25–3          | 19–1          | 4–1           | 0–0           | 12–3          | 2-1           |         | 141–28  |
| Giochi olimpici                                                      |               |               |               |               |               |               |               |               |               |               |               |               |               |               |               |               |         |         |
| Tennis ai Giochi olimpici                                            | A             | Non disputato | Non disputato | Non disputato | A             | Non disputato | Non disputato | Non disputato | V             | Non disputato | Non disputato | Non disputato | A             | Non disputato | Non disputato | Non disputato | 1 / 1   | 6–0     |
| Torneo di fine anno                                                  |               |               |               |               |               |               |               |               |               |               |               |               |               |               |               |               |         |         |
| WTA Tour Championships                                               | A             | A             | A             | A             | A             | QF            | QF            | SF            | A             | A             | V             | V             | A             | A             | A             | A             | 2 / 5   | 13–5    |
| Tornei WTA Premier Mandatory                                         |               |               |               |               |               |               |               |               |               |               |               |               |               |               |               |               |         |         |
| Indian Wells                                                         | A             | A             | A             | A             | A             | 3T            | 4T            | A             | V             | A             | SF            | A             | A             | A             | 2T            | A             | 1 / 4   | 14–4    |
| Miami                                                                | A             | A             | A             | A             | A             | 3T            | 2T            | QF            | A             | QF            | 2T            | F             | QF            | A             | SF            | A             | 0 / 8   | 20–8    |
| Madrid                                                               | Non disputato | Non disputato | Non disputato | Non disputato | Non disputato | Non disputato | Non disputato | Non disputato | Non disputato | Non disputato | Non disputato | Non disputato | Non disputato | A             | 1T            | A             | 0 / 1   | 0–1     |
| Pechino                                                              | Non disputato | Non disputato | Non disputato | Non disputato | Non disputato | Non disputato | Non disputato | Non disputato | Non Tier I    | Non Tier I    | Non Tier I    | Non Tier I    | Non Tier I    | A             | A             | A             | 0 / 0   | 0–0     |
| Tornei WTA Premier 5                                                 |               |               |               |               |               |               |               |               |               |               |               |               |               |               |               |               |         |         |
| Dubai                                                                | Non disputato | Non disputato | Non disputato | Non disputato | Non disputato | Non Tier I    | Non Tier I    | Non Tier I    | Non Tier I    | Non Tier I    | Non Tier I    | Non Tier I    | Non Tier I    | A             | A             | A             | 0 / 0   | 0–0     |
| Roma                                                                 | A             | A             | A             | A             | A             | A             | F             | A             | A             | A             | A             | A             | A             | A             | A             | A             | 0 / 1   | 4–1     |
| Cincinnati                                                           | Non disputato | Non disputato | Non disputato | Non disputato | Non disputato | Non disputato | Non disputato | Non disputato | Non Tier I    | Non Tier I    | Non Tier I    | Non Tier I    | Non Tier I    | A             | A             | A             | 0 / 0   | 0–0     |
| Montréal/Toronto                                                     | A             | A             | A             | A             | 2T            | QF            | QF            | V             | A             | F             | A             | V             | A             | A             | A             | A             | 2 / 6   | 21–4    |
| Tokyo                                                                | A             | A             | A             | A             | A             | A             | A             | A             | A             | A             | A             | A             | A             | A             | A             | A             | 0 / 0   | 0–0     |
| Ex tornei WTA Tier I (attualmente né Premier Mandatory né Premier 5) |               |               |               |               |               |               |               |               |               |               |               |               |               |               |               |               |         |         |
| Charleston                                                           | A             | A             | A             | A             | A             | A             | A             | V             | A             | V             | SF            | A             | A             | NM5           | NM5           | NM5           | 2 / 3   | 14–1    |
| Mosca                                                                | NT I          | A             | A             | A             | A             | 2T            | A             | A             | A             | A             | A             | A             | A             | NM5           | NM5           | NM5           | 0 / 1   | 0–1     |
| Doha                                                                 | Non disputato | Non disputato | Non disputato | Non disputato | Non disputato | Non Tier I    | Non Tier I    | Non Tier I    | Non Tier I    | Non Tier I    | Non Tier I    | Non Tier I    | A             | Non disputato | Non disputato | Non disputato | 0 / 0   | 0–0     |
| Berlino                                                              | A             | A             | A             | A             | A             | SF            | V             | V             | A             | V             | F             | SF            | 3T            | Non disputato | Non disputato | Non disputato | 3 / 7   | 28–4    |
| San Diego                                                            | Non Tier I    | Non Tier I    | Non Tier I    | Non Tier I    | Non Tier I    | Non Tier I    | Non Tier I    | Non Tier I    | A             | A             | A             | A             | Non disputato | Non disputato | Non disputato | NM5           | 0 / 0   | 0–0     |
| Zurigo                                                               | A             | A             | A             | A             | A             | A             | SF            | V             | A             | A             | A             | V             | Non Tier I    | Non disputato | Non disputato | Non disputato | 2 / 3   | 10–1    |
| Statistiche                                                          |               |               |               |               |               |               |               |               |               |               |               |               |               |               |               |               |         |         |
| Anno                                                                 | 1996          | 1997          | 1998          | 1999          | 2000          | 2001          | 2002          | 2003          | 2004          | 2005          | 2006          | 2007          | 2008          | 2009          | 2010          | 2011          | Totale  | Totale  |
| Tornei giocati                                                       | 1             | 4             | 7             | 12            | 15            | 21            | 23            | 18            | 9             | 9             | 13            | 14            | 6             | 0             | 8             | 1             | 160     | 160     |
| Finali                                                               | 0             | 2             | 3             | 2             | 1             | 6             | 6             | 11            | 5             | 5             | 10            | 11            | 2             | 0             | 4             | 0             | 68      | 68      |
| Titoli                                                               | 0             | 2             | 3             | 2             | 1             | 3             | 2             | 8             | 5             | 4             | 6             | 10            | 2             | 0             | 2             | 0             | 50      | 50      |
| V-P Cemento                                                          | 0–0           | 0–0           | 16–1          | 8–5           | 25–8          | 31–11         | 16–10         | 42–6          | 31–2          | 10–4          | 34–5          | 29–1          | 15–3          | 0–0           | 16–4          | 2-1           | 275–61  | 275–61  |
| V-P Terra rossa                                                      | 1–1           | 11–2          | 5–3           | 20–3          | 8–2           | 15–4          | 16–4          | 20–1          | 4–2           | 24–0          | 16–2          | 14–1          | 1–1           | 0–0           | 8–3           | 0-0           | 163–29  | 163–29  |
| V-P erba                                                             | 0–0           | 0–0           | 0–0           | 0–0           | 1–2           | 10–1          | 7–2           | 8–2           | 0–0           | 0–1           | 10–1          | 9–1           | 0–0           | 0–0           | 8–1           | 0-0           | 53–11   | 53–11   |
| V-P sintetico                                                        | 0–0           | 0–0           | 0–0           | 5–2           | 2–3           | 1–2           | 13–5          | 5–2           | 0–0           | 0–0           | 0–0           | 11–1          | 0–0           | 0–0           | 0-0           | 0-0           | 37–15   | 37–15   |
| V-P Totali                                                           | 1–1           | 11–2          | 20–4          | 33–10         | 36–15         | 57–18         | 52–21         | 75–11         | 35–4          | 34–5          | 60–8          | 63–4          | 16–4          | N/A           | 32–8          | 2-1           | 526–115 | 526–115 |
| Percentuali match vinti                                              | 50%           | 85%           | 83%           | 77%           | 71%           | 76%           | 71%           | 87%           | 90%           | 87%           | 88%           | 94%           | 80%           | N/A           | 80%           | 67%           | 82%     | 82%     |
| Ranking fine anno                                                    | -             | -             | 226           | 69            | 45            | 7             | 5             | 1             | 8             | 6             | 1             | 1             | -             | -             | 12            | -             | N/A     | N/A     |

### Doppio nei tornei del Grande Slam
| Torneo          | 2001 | 2002 | 2003 |
| --------------- | ---- | ---- | ---- |
| Australian Open | 2T   | A    | 3T   |
| Open di Francia | SF   | A    | A    |
| Wimbledon       | 3T   | A    | A    |
| US Open         | 2T   | 2T   | A    |

### Doppio misto nei tornei del Grande Slam
Nessuna partecipazione

## Guadagni
| 1999-00   | 0   | 1   | 1   | 213,453    | n/a |     |     |     |     |     |
| 2001      | 0   | 3   | 3   | 998,704    | 8   |     |     |     |     |     |
| 2002      | 0   | 2   | 2   | 1,213,093  | 6   |     |     |     |     |     |
| 2003      | 2   | 6   | 8   | 3,667,430  | 2   |     |     |     |     |     |
| 2004      | 1   | 4   | 5   | 1,570,656  | 8   |     |     |     |     |     |
| 2005      | 1   | 3   | 4   | 1,705,173  | 6   |     |     |     |     |     |
| 2006      | 1   | 5   | 6   | 4,204,810  | 1   |     |     |     |     |     |
| 2007      | 2   | 8   | 10  | 5,429,586  | 1   |     |     |     |     |     |
| 2008      | 0   | 2   | 2   | 458,470    | 37  |     |     |     |     |     |
| 2009      | DNP | DNP | DNP | DNP        | DNP | DNP | DNP | DNP | DNP | DNP |
| 2010      | 0   | 2   | 2   | 1,401,960  | 11  |     |     |     |     |     |
| 2011*     | 0   | 0   | 0   | n/a        | n/a |     |     |     |     |     |
| Carriera* | 7   | 36  | 43  | 20,863,335 | 7   |     |     |     |     |     |

- al 14 febbraio 2011

## Testa a testa con giocatrici classificate nella top-10
| Giocatrice                    | Record | Percentuale vittorie | Cemento      | Terra rossa | Erba       | Sintetico   |
| Giocatrici numero 1 al mondo  |        |                      |              |             |            |             |
| / Monica Seles                | 3–4    | 43%                  | 1–2          | 1–0         | 1–0        | 0–2         |
| Arantxa Sánchez Vicario       | 0–1    | 0%                   | 0–0          | 0–0         | 0–1        | 0–0         |
| Martina Hingis                | 2–2    | 50%                  | 2–2          | 0–0         | 0–0        | 0–0         |
| Lindsay Davenport             | 7–5    | 58%                  | 6–3          | 1–1         | 0–0        | 0–1         |
| Jennifer Capriati             | 5–2    | 71%                  | 3–1          | 1–1         | 1–0        | 0–0         |
| Venus Williams                | 2–7    | 22%                  | 1–3          | 1–1         | 0–2        | 0–1         |
| Serena Williams               | 6–8    | 43%                  | 1–4          | 4–1         | 1–1        | 0–2         |
| Kim Clijsters                 | 12–13  | 48%                  | 4–9          | 5–1         | 3–2        | 0–1         |
| Amélie Mauresmo               | 8–6    | 57%                  | 5–4          | 2–1         | 1–1        | 0–0         |
| Marija Šarapova               | 7–3    | 70%                  | 4–3          | 3–0         | 0–0        | 0–0         |
| / Ana Ivanović                | 5–0    | 100%                 | 3–0          | 2–0         | 0–0        | 0–0         |
| / Jelena Janković             | 10–0   | 100%                 | 5–0          | 5–0         | 0–0        | 0–0         |
| Dinara Safina                 | 5–1    | 83%                  | 3–0          | 2–1         | 0–0        | 0–0         |
| Caroline Wozniacki            | 1–0    | 100%                 | 1–0          | 0–0         | 0–0        | 0–0         |
| Giocatrici numero 2 al mondo  |        |                      |              |             |            |             |
| Conchita Martínez             | 7–0    | 100%                 | 4–0          | 2–0         | 1–0        | 0–0         |
| Anastasija Myskina            | 8–2    | 80%                  | 5–1          | 2–0         | 1–0        | 0–1         |
| Svetlana Kuznecova            | 16–3   | 84%                  | 11–2         | 4–1         | 1–0        | 0–0         |
| Vera Zvonarëva                | 6–0    | 100%                 | 3–0          | 2–0         | 0–0        | 1–0         |
| Agnieszka Radwańska           | 2–0    | 100%                 | 0–0          | 0–0         | 1–0        | 1–0         |
| Giocatrici numero 3 al mondo  |        |                      |              |             |            |             |
| Mary Pierce                   | 4–1    | 80%                  | 1–1          | 2–0         | 1–0        | 0–0         |
| Amanda Coetzer                | 1–2    | 33%                  | 1–1          | 0–1         | 0–0        | 0–0         |
| Nathalie Tauziat              | 0–1    | 0%                   | 0–0          | 0–0         | 0–0        | 0–1         |
| Nadia Petrova                 | 14–2   | 88%                  | 8–1          | 4–1         | 2–0        | 0–0         |
| Elena Dement'eva              | 11–2   | 85%                  | 8–1          | 2–1         | 1–0        | 0–0         |
| Giocatrici numero 4 al mondo  |        |                      |              |             |            |             |
| Anke Huber                    | 3–0    | 100%                 | 1–0          | 0–0         | 1–0        | 1–0         |
| Magdalena Maleeva             | 3–1    | 75%                  | 1–0          | 0–0         | 0–0        | 2–1         |
| / Jelena Dokić                | 2–1    | 67%                  | 1–0          | 1–1         | 0–0        | 0–0         |
| Francesca Schiavone           | 7–1    | 88%                  | 5–1          | 2–0         | 0–0        | 0–0         |
| Samantha Stosur               | 1–1    | 50%                  | 0–0          | 1–1         | 0–0        | 0–0         |
| Giocatrici numero 5 al mondo  |        |                      |              |             |            |             |
| Daniela Hantuchová            | 3–2    | 60%                  | 1–2          | 0–0         | 1–0        | 1–0         |
| Anna Chakvetadze              | 3–0    | 100%                 | 2–0          | 0–0         | 1–0        | 0–0         |
| Angelique Kerber              | 2–0    | 100%                 | 1–0          | 0–0         | 1–0        | 0–0         |
| Sara Errani                   | 1–0    | 100%                 | 1–0          | 0–0         | 0–0        | 0–0         |
| Giocatrici numero 6 al mondo  |        |                      |              |             |            |             |
| Chanda Rubin                  | 5–2    | 71%                  | 3–2          | 1–0         | 0–0        | 1–0         |
| Giocatrici numero 7 al mondo  |        |                      |              |             |            |             |
| Barbara Schett                | 3–1    | 75%                  | 2–0          | 1–0         | 0–0        | 0–1         |
| Patty Schnyder                | 8–1    | 89%                  | 2–0          | 4–1         | 1–0        | 1–0         |
| Nicole Vaidišová              | 4–0    | 100%                 | 2–0          | 0–0         | 1–0        | 1–0         |
| Marion Bartoli                | 3–1    | 75%                  | 2–0          | 0–0         | 1–1        | 0–0         |
| Giocatrici numero 8 al mondo  |        |                      |              |             |            |             |
| Anna Kurnikova                | 4–0    | 100%                 | 3–0          | 0–0         | 0–0        | 1–0         |
| Ai Sugiyama                   | 4–1    | 80%                  | 3–1          | 0–0         | 0–0        | 1–0         |
| Alicia Molik                  | 5–0    | 100%                 | 3–0          | 1–0         | 1–0        | 0–0         |
| Giocatrici numero 9 al mondo  |        |                      |              |             |            |             |
| Sandrine Testud               | 4–2    | 67%                  | 3–1          | 1–0         | 0–1        | 0–0         |
| Paola Suárez                  | 1–0    | 100%                 | 0–0          | 1–0         | 0–0        | 0–0         |
| Andrea Petković               | 1–0    | 100%                 | 0–0          | 0–0         | 1–0        | 0–0         |
| Giocatrici numero 10 al mondo |        |                      |              |             |            |             |
| Karina Habšudová              | 1–0    | 100%                 | 0–0          | 0–0         | 0–0        | 1–0         |
| Flavia Pennetta               | 2–1    | 67%                  | 1–1          | 0–0         | 1–0        | 0–0         |
| Marija Kirilenko              | 2–0    | 100%                 | 0–0          | 2–0         | 0–0        | 0–0         |
| Totale                        | 214–80 | 73%                  | 117–46 (72%) | 60–14 (81%) | 25–9 (74%) | 12–11 (52%) |